# Graphania viridis
Graphania viridis là một loài bướm đêm trong họ Noctuidae.